# Breuil-Magné
Breuil-Magné é uma comuna francesa na região administrativa da Nova Aquitânia, no departamento de Charente-Maritime. Estende-se por uma área de 22,25 km². Em 2010 a comuna tinha 1 782 habitantes (densidade: 80,1 hab./km²).